# Giuseppe Manno
Pour les articles homonymes, voir Manno.
Giuseppe Manno  (né le 17 mars 1786 à Alghero et mort le 25 janvier 1868 à Turin) est un homme politique italien du XIXe siècle.

## Biographie
Giuseppe Manno est président du sénat du royaume de Sardaigne, entre le 13 février 1849 et le 29 mai 1855. Il fut également par la suite un sénateur du royaume d'Italie.

## Crédit d'auteurs
- (it) Cet article est partiellement ou en totalité issu de l’article de Wikipédia en italien intitulé « Giuseppe Manno » (voir la liste des auteurs).